# Berenkuil (Maastricht)

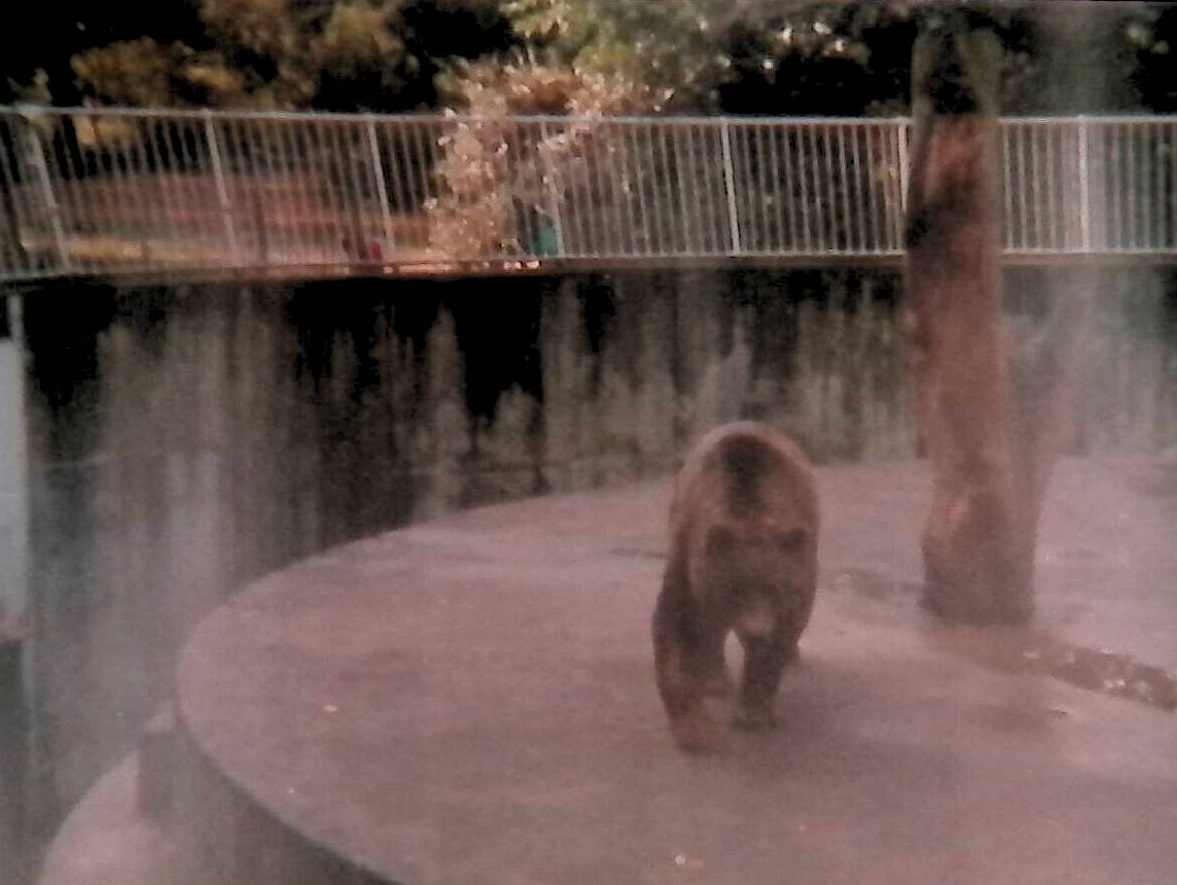
De Berenkuil in 1988

De Berenkuil in het Aldenhofpark in Maastricht is een betonnen verblijf voor beren, dat in 1970 werd gebouwd. In 2001 werd de kuil veranderd in een kunstwerk, getiteld de Halfautomatische Troostmachine. Als onderdeel van het Aldenhofpark is de berenkuil als gemeentelijk monument beschermd.

## Geschiedenis

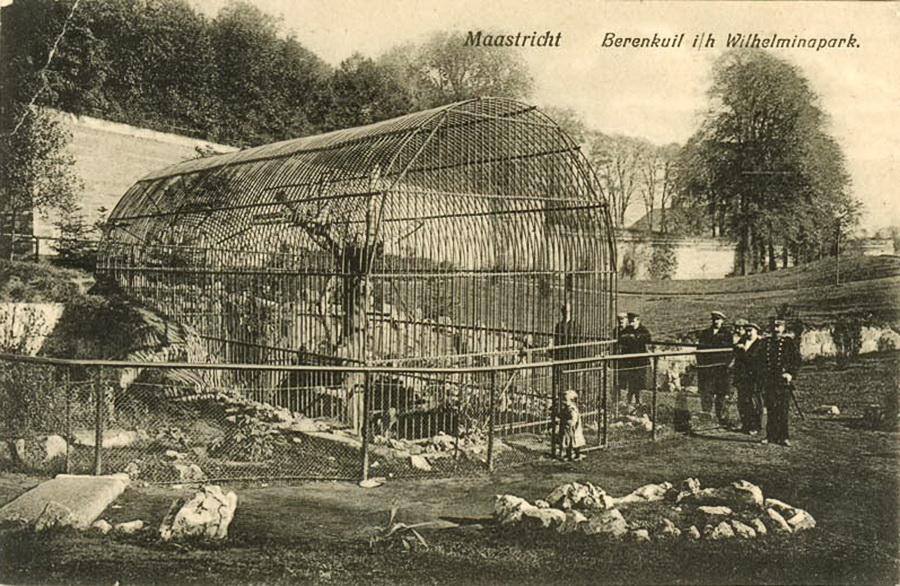
De berenkuil rond 1925

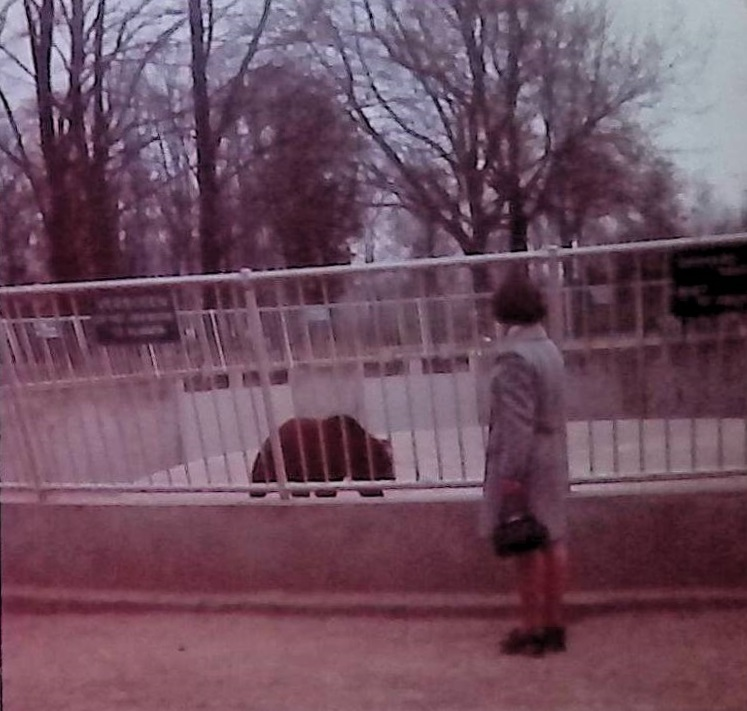
De berenkuil in 1971

In 1920 werd het Aldenhofpark onder meer verrijkt met een hertenkamp en een vogelkooi. In datzelfde jaar kochten enige notabelen van Maastricht twee beren van het Hamburgs Circus Hagenbeck voor 1350 gulden, genaamd Max en Pol, die gehuisvest werden in een dierentuinkooi gemaakt door leerlingen van de Maastrichtse ambachtsschool. De beren waren deel van een plan om de toeristische aantrekkelijkheid van Maastricht te vergroten. De investering zou terugverdiend worden door met de beren te gaan fokken. Dit mislukte al meteen toen bleek dat er twee mannetjes waren gekocht. De kooi werd geplaatst in het oude bastion Wilhelmina dat iets buiten de stadsmuur lag in het gebied De Kommen. De slaapplaatsen werden gerealiseerd in een deel van de daar aanwezige kazematten. Dit project viel onder de werkverschaffing, er werden veertig werklozen ingezet.
Deze twee beren stierven respectievelijk in 1944 en 1946, beide afgemaakt doordat ze leden aan ernstige en pijnlijke aandoeningen. In 1950 werden twee nieuwe beren bij Klant's Zoo in Valkenburg aangeschaft, waarvan het vrouwtje stierf in 1957 en het mannetje uiteindelijk begin 1962 werd verkocht. In april 1962 arriveerden twee beren van elk twee jaar oud, een geschenk van het Ouwehands Dierenpark in Rhenen. Dit koppel kreeg op 4 januari 1968 drie jongen die in leven bleven en die de namen Jo, Sjakkie en Cor kregen. De kooi bleek te klein wat leidde tot de bouw van de betonnen berenkuil in 1970. Ook het nieuwe verblijf was te klein voor vijf beren. Toch veranderde er pas in 1982 iets aan deze situatie toen Max en Pol verhuisden naar Zoo Zwartberg in Genk.
In de jaren tachtig van de twintigste eeuw nam de kritiek op de huisvesting van de Maastrichtse beren toe, waarna de betonnen kuil werd verrijkt met een waterbak, een zandbak, een boomstam en wat autobanden. Een voortrekkersrol bij het verbeteren van het lot van de beren vervulde de schrijfster en dierenactiviste Rosalie Sprooten. Beer Cor overleed in augustus 1991 en Sjakkie in maart 1992. In augustus 1993 werd de overgebleven beer Jo verhuisd naar het Ouwehands Dierenpark in Rhenen waar hij in februari 1997 overleed.
Na jaren van leegstand en discussie wat met de berenkuil te doen, werd er in 2001 door Michel Huisman een kunstwerk van gemaakt: een monument voor uitgestorven dieren, getiteld de Halfautomatische Troostmachine. Op een verhoging in het park vlak bij de berenkuil werd een beeld van beer Jo op een bankje geplaatst.

## Bouwwerk
De berenkuil bestaat uit een open ronde betonnen bak in de grond met een getrapte verhoging in het midden, omringd door een watergracht. Ter hoogte van de gracht is er een verbinding met de inpandige nachtverblijven.

## Galerij

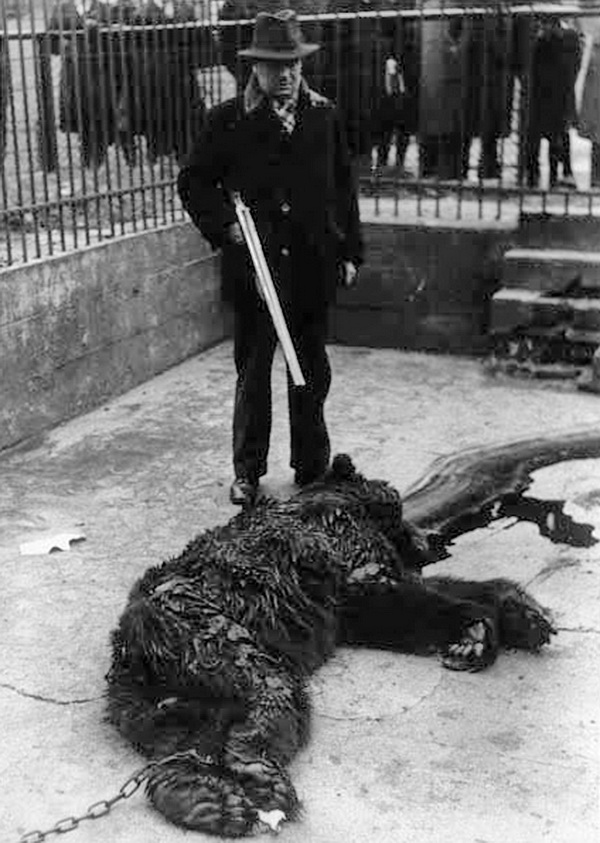
Beer Pol werd in 1944 uit zijn lijden verlost
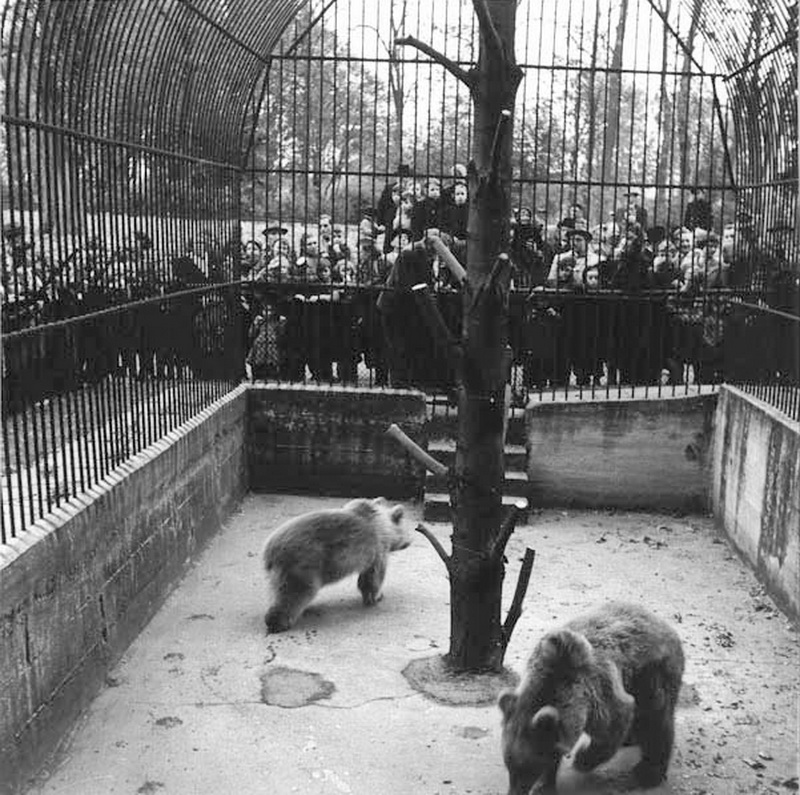
Berenkuil in 1953
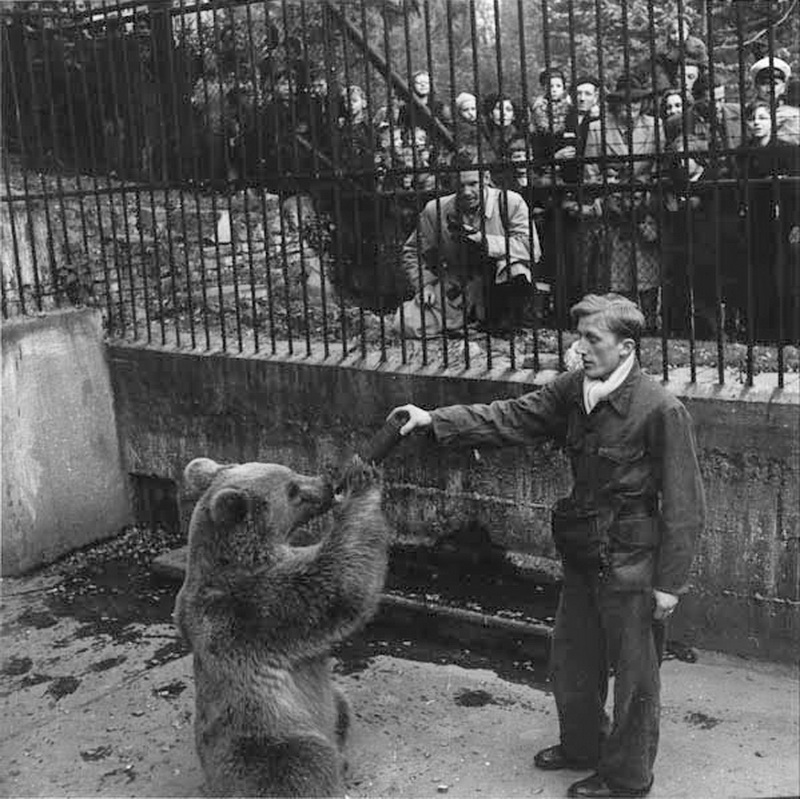
In 1958
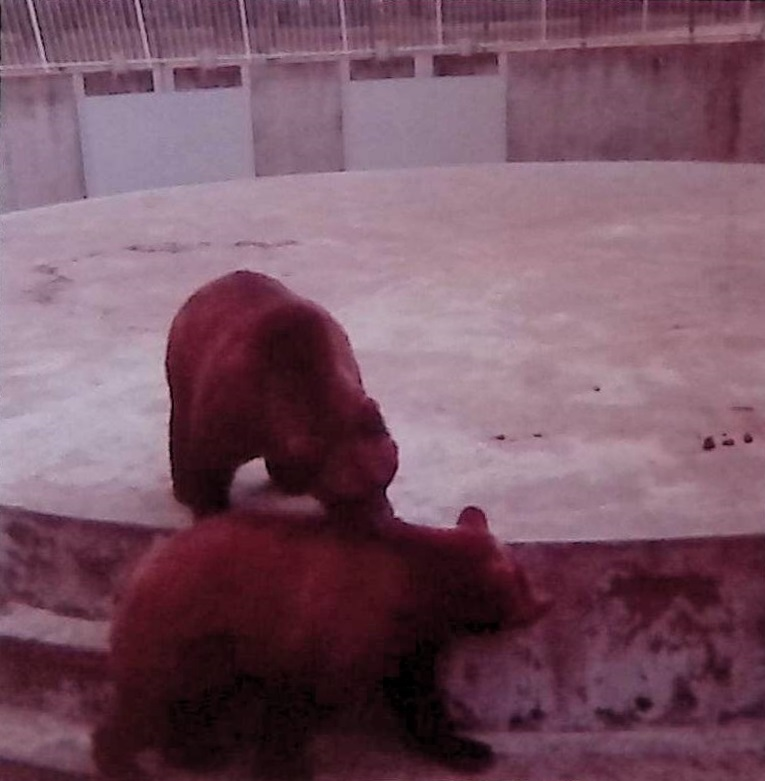
In 1971
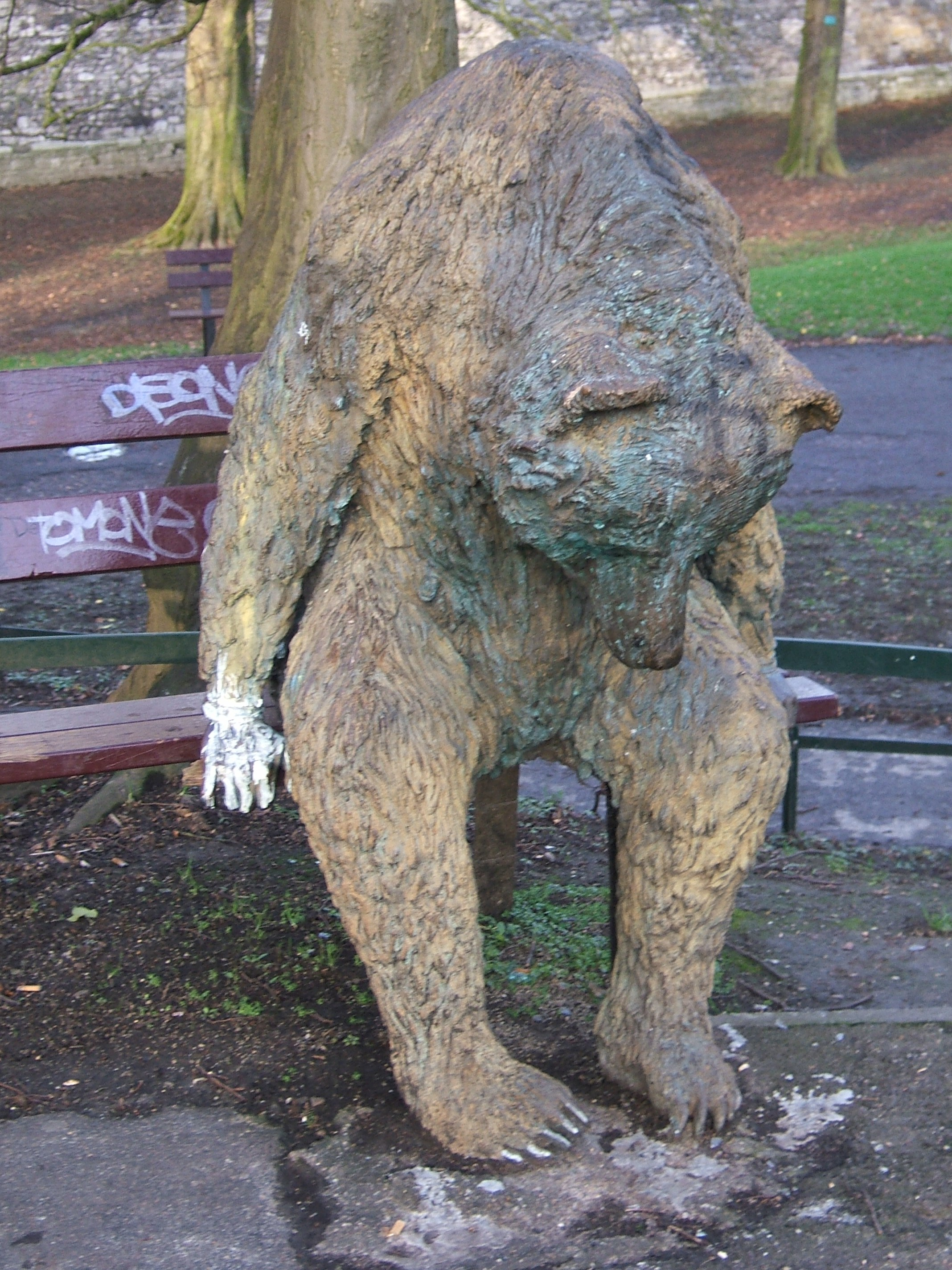
Beeld van beer Jo (Michel Huisman, 2001)